# Karel Domin
Karel Domin (Kutná Hora, 4 de mayo de 1882 - Praga, 10 de junio de 1953) fue un político y botánico checo.

## Biografía
Hace sus estudios en el "Gymnasium" (institución de enseñanza secundaria) de Příbram luego en la Universidad Carolina de Praga, donde recibe una habilitación en Botánica en 1906. En 1916, se convierte en profesor de Botánica y se especializa en fitogeografía y en taxonomía vegetal.
Se convierte en miembro de la Academia checa de las ciencias y funda el "Instituto de Botánica" de la Universidad de Praga. Domin publicó numerosos trabajos científicos y fundó tal Instituto en la universidad. La escala de Domin, se nombra en su honor, y es uno de los medios comúnmente usados para clasificar un área estándar, por el número de una determinada especie de planta encontrada en esa área.
En el año académico 1933/1934 fue el rector de la "Universidad Carolina" en Praga.
Inicia la lucha para las antiguas insignias universitarias entre las universidades checas y alemanas de Praga (insigniáda) que causan peleas callejeras y motines. Durante el período 1935-1939, fue nombrado miembro del Parlamento. Después de los Acuerdos de Múnich, participa en la fundación del movimiento político próximo al fascismo Akce národní obrody.
Fue recolector de especímenes de plantas para herbarios en Australia, República Checa, Indonesia.
- La abreviatura «Domin» se emplea para indicar a Karel Domin como autoridad en la descripción y clasificación científica de los vegetales.[2]

## Obra
- "Pteridophyta of the Island of Dominica, The", Domin, 1929.